# Satara (ville)
Pour la flûte double, voir Satârâ.
 (février 2023).
Si vous disposez d'ouvrages ou d'articles de référence ou si vous connaissez des sites web de qualité traitant du thème abordé ici, merci de compléter l'article en donnant les références utiles à sa vérifiabilité et en les liant à la section « Notes et références ».
Satara (en marathi : सातारा) est une ville du Maharashtra, dans l'ouest de l'Inde. Chef-lieu du district de Satara, elle compte 120 079 habitants (2011). Son nom sanskrit dérive des sept (sat) collines (tara) qui entourent la ville.
Elle est située à l'ouest du Deccan, près de la confluence du Krishnâ et du Venna, 112 km au sud de Pune.

## Histoire

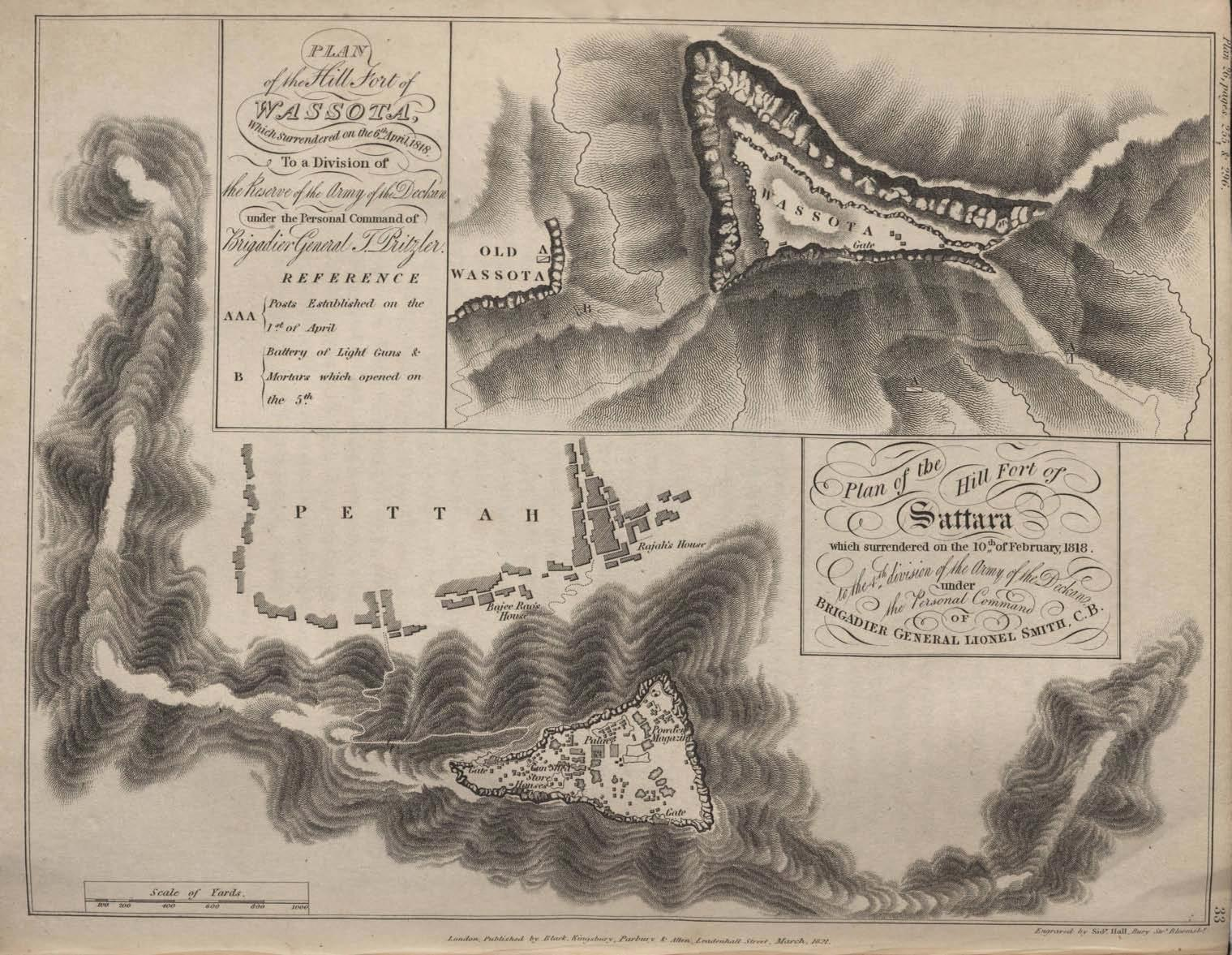
Plan de Satara et du fort de Vasota durant la troisième guerre anglo-marathe, par Valentine Blacker (1818).